# Kia Venga
Venga é um hatch compacto fabricado e comercializado pela Kia Motors. Sua estréia ocorreu em 2009 no Salão do Automóvel de Frankfurt. Compartilha sua plataforma com o Hyundai i20, Hyundai ix20 e Kia Soul.
O Venga emprega grade incorporada da Kia, conhecido como o Nariz de Tigre, como projetado pelo chefe de design da Kia, Peter Schreyer. Em dezembro de 2009, o Venga ganhou na Alemanha o iF Design Award.
Em 2015 foi lançado uma reestilização, com detalhes mais modernos, e uma nova transmissão automática de 6 velocidades está agora disponível juntamente com o motor 1.6 a gasolina.